# Енріке Порта
Енріке Порта (ісп. Enrique Porta, нар. 17 грудня 1944, Вільянуева-де-Гальєго) — іспанський футболіст, що грав на позиції нападника, зокрема, за клуби «Гранада» та «Реал Сарагоса».
Володар Трофею Пічічі, нагороди найкращому бомбардиру сезону 1971/72 Ла-Ліги.

## Ігрова кар'єра
У дорослому футболі дебютував 1967 року виступами за команду клубу «Уеска», в якій провів один сезон. 
Своєю грою за цю команду привернув увагу представників тренерського штабу клубу «Гранада», до складу якого приєднався 1968 року. Відіграв за клуб з Гранади наступні сім сезонів своєї ігрової кар'єри. Найяскравішим для гравця став сезон 1971/72, в якому він забив 20 м'ячів у 31 матчі чемпіонату. Таким чином він став першим і наразі єдиним представником «Гранади» — володарем Трофею Пічічі, нагороди найкращому бомбардиру Ла-Ліги. Висока результативність Порте дозволила команді посісти шосте, найвище в її історії, місце в іспанському чемпіонаті.
1975 року перейшов до клубу «Реал Сарагоса», за який відіграв 2 сезони. Завершив професійну кар'єру футболіста виступами за команду «Реал Сарагоса» у 1977 році.

## Титули і досягнення

### Особисті
- Найкращий бомбардир Ла-Ліги (1): 1971-1972 (20 голів)